# 高島邦子
高島 邦子（たかしま くにこ、1937年(昭和12年) - 2000年(平成12年)5月24日）は、日本のアメリカ演劇研究者。
福井県生まれ。立命館大学文学部英文科卒、同大学院修士課程修了、龍谷大学大学院博士課程満期退学。1988年摂南大学国際言語文化学部助教授、1992年同教授。1994年『20世紀アメリカ演劇ーアメリカ神話の解剖』で河竹賞受賞。2000年乳がんで逝去。

## 著書
- 『風のオベリスク 写真詩集』スタイラス社、1989年
- 『エドワード・オールビーの演劇 モダン・アメリカン・ゴシック』あぽろん社、1991年
- 『20世紀アメリカ演劇 アメリカ神話の解剖』国書刊行会、1993年
- 『アメリカ演劇研究 アメリカン・リアリズムのレトリック』国書刊行会、1996年

## 参考
- 『20世紀アメリカ演劇』著者紹介
- 高島邦子教授を偲ぶ（山本淳一、荒巻ちさ子） 『摂大人文科学』、2000年第8号